# Археопарк (Ханти-Мансійськ)
«Археопарк» — культурно-туристичний комплекс в місті Ханти-Мансійськ. Є філією Музею природи і людини.

## Опис
Розташований біля підніжжя Самаровського льодовикового останця (в радянський час — Піонерська гора), площа 3,5 га «Археопарк» включає в себе геологічний пам'ятник (оголення останця), пам'ятник археології «Самарове містечко» (XI, XIV, XVIII ст.) і парк скульптур, що зображують тварин плейстоценового часу і палеолітичних людей (автор Ковальчук А. Н.).
В ідеї «Археопарку» втілена безперервність геологічної, біологічної та людської історії і різномасштабних її тимчасових відрізків. Ландшафт «Археопарку» побудований на контрасті вертикалі гори і штучно створеної партерної частини парку, що відтворює рельєф плейстоценових рівнин. Терасований підпірний насип, створений для запобігання ерозії останця, вдало поєднує ці два компоненти.
У 2007 році на підпірному насипу була встановлена перша скульптурна група з семи фігур мамонтів. Відкриття «Археопарку» відбулося восени 2008 року. До кінця 2009 року були встановлені наступні скульптури і скульптурні групи: «Мамонти» (група з 11 тварин), «Вовча зграя» (група з 4 тварин), «Стоянка первісної людини» (група з 8 фігур і житло), «Первісні бізони» (група з 4 тварин), «Шерстисті носороги» (2 фігури), «Печерні ведмеді» (група з 3 тварин), «Печерний лев» і «Великорогий олень». Фігури різних тварин масштабовані в різних пропорціях — від зроблених у натуральну величину (носороги) до збільшених в 2-3 рази (наприклад, бізони). Висота найбільшою скульптури мамонта 8 м.
У вересні 2010 року були встановлені останні з запланованих скульптур: «Бобри» і «Табун давніх коней». Тоді ж (до відкриття XXIX Всесвітньої шахової олімпіади) була змонтована нова система підсвічування фігур та освітлення парку.
«Археопарк» — один з головних туристичних об'єктів міста і улюблене місце відпочинку городян.

## В мистецтві та спорті
Зображення скульптур мамонтів присутнє на офіційній емблемі XXXIX Всесвітньої шахової олімпіади.